# Velstand
Velstand betegner gode økonomiske forhold. Begrebet er synonymt med rigdom. Etymologisk kommer det fra det middelnedertyske ord wolstant.

## Velstand og velfærd
Velstand kontrasteres ofte med det bredere begreb velfærd. Mens velstand refererer til materielle levevilkår i snæver forstand, eller populært sagt "hvad der kan købes for penge", anvendes velfærdsbegrebet i bl.a. økonomiske sammenhænge normalt som en fælles betegnelse for alle de forhold, både materielle og immaterielle, som giver mennesker tilfredsstillelse eller nytte. (Materiel) velstand indgår altså som et af de forhold, som bestemmer velfærden i et samfund, men denne påvirkes derudover også af forhold som arbejdsvilkår, tidsforbrug, helbred, familieliv, følelse af tryghed og anerkendelse, miljø og graden af social og økonomisk ulighed.
I Danmark blev forskellen og ordspillet mellem de to begreber udnyttet i debatbogen "Velstand uden velfærd" fra 1969 af chefredaktøren for dagbladet Aktuelt og den senere socialminister Bent Hansen. Bent Hansen mente, at den danske samfundsudvikling i årtierne efter 2.verdenskrig med høj økonomisk vækst havde skabt forøget velstand, men ikke forøget velfærd i samme grad. Bogen blev et af de centrale udgangspunkter for 1970'ernes samfundsdebat.

## Måling af velstand
Siden har mange forskellige analyser beskæftiget sig med forholdet mellem de to begreber, og hvordan man kan måle hvert af dem. Samfundets velstand måles ofte ved bruttonationalindkomsten (BNI) eller bruttonationalproduktet (BNP) pr. indbygger, mens velfærd som et multidimensionelt forhold er sværere at kvantificere præcist. Et af de væsentligste udredningsarbejder om disse problemstillinger blev gjort af "Kommissionen om måling af økonomisk vækst og sociale fremskridt", nedsat af den franske præsident Nicolas Sarkozy i 2008-09. Kommissionen benævnes normalt Stiglitz-Sen-Fitoussi-kommissionen efter dens tre formænd, som var Nobelprismodtagerne i økonomi Joseph Stiglitz og Amartya Sen samt franskmanden Jean-Paul Fitoussi.
Den danske Produktivitetskommission, der var nedsat 2012-14 under ledelse af økonomiprofessor Peter Birch Sørensen for at analysere Danmarks produktivitetsproblemer og komme med forslag til at forøge produktivitetsvæksten, beskæftigede sig også med forholdet mellem velstand og velfærd, og kaldte ligefrem sin slutrapport for "Det handler om velstand og velfærd".